# Puchar Świata w narciarstwie alpejskim mężczyzn 2001/2002
Puchar Świata w narciarstwie alpejskim mężczyzn sezon 2001/2002 to 36. edycja tej imprezy. Cykl ten rozpoczął się w austriackim Sölden 28 października 2001 roku, a zakończył 10 marca 2002 roku w austriackim Altenmarkt.

## Podium zawodów
| Lp.                                                   | Data                 | Miejscowość            | Konkurencja | 1. Miejsce           | 2. Miejsce           | 3. Miejsce                          |
| ----------------------------------------------------- | -------------------- | ---------------------- | ----------- | -------------------- | -------------------- | ----------------------------------- |
| 1.                                                    | 28 października 2001 | Sölden                 | gigant      | Frédéric Covili      | Stephan Eberharter   | Michael von Grünigen Fredrik Nyberg |
| 2.                                                    | 25 listopada 2001    | Aspen                  | slalom      | Ivica Kostelić       | Giorgio Rocca        | Mario Matt                          |
| 3.                                                    | 26 listopada 2001    | Aspen                  | slalom      | Mario Matt           | Bode Miller          | Jean-Pierre Vidal                   |
| 4.                                                    | 7 grudnia 2001       | Val d’Isère            | supergigant | Stephan Eberharter   | Didier Cuche         | Silvano Beltrametti                 |
| 5.                                                    | 8 grudnia 2001       | Val d’Isère            | zjazd       | Stephan Eberharter   | Kurt Sulzenbacher    | Michael Walchhofer                  |
| 6.                                                    | 9 grudnia 2001       | Val d’Isère            | gigant      | Bode Miller          | Frédéric Covili      | Stephan Eberharter                  |
| 7.                                                    | 10 grudnia 2001      | Madonna di Campiglio   | slalom      | Bode Miller          | Giorgio Rocca        | Tom Stiansen                        |
| 8.                                                    | 14 grudnia 2001      | Val Gardena            | zjazd       | Kristian Ghedina     | Lasse Kjus           | Kurt Sulzenbacher                   |
| 9.                                                    | 15 grudnia 2001      | Val Gardena            | zjazd       | Stephan Eberharter   | Michael Walchhofer   | Kjetil André Aamodt                 |
| 10.                                                   | 16 grudnia 2001      | Alta Badia             | gigant      | Frédéric Covili      | Michael von Grünigen | Sami Uotila                         |
| 11.                                                   | 20 grudnia 2001      | Kranjska Gora          | gigant      | Fredrik Nyberg       | Benjamin Raich       | Uroš Pavlovčič                      |
| 12.                                                   | 21 grudnia 2001      | Kranjska Gora          | gigant      | Benjamin Raich       | Bode Miller          | Didier Cuche                        |
| 13.                                                   | 22 grudnia 2001      | Kranjska Gora          | slalom      | Jean-Pierre Vidal    | Mario Matt           | Ivica Kostelić                      |
| 14.                                                   | 28 grudnia 2001      | Bormio                 | zjazd       | Christian Greber     | Fritz Strobl         | Stephan Eberharter                  |
| 15.                                                   | 29 grudnia 2001      | Bormio                 | zjazd       | Fritz Strobl         | Josef Strobl         | Stephan Eberharter                  |
| 16.                                                   | 5 stycznia 2002      | Adelboden              | gigant      | Didier Cuche         | Frédéric Covili      | Fredrik Nyberg                      |
| 17.                                                   | 6 stycznia 2002      | Adelboden              | slalom      | Bode Miller          | Ivica Kostelić       | Mitja Kunc                          |
| 18.                                                   | 12 stycznia 2002     | Wengen                 | zjazd       | Stephan Eberharter   | Hannes Trinkl        | Josef Strobl                        |
| 19.                                                   | 13 stycznia 2002     | Wengen                 | slalom      | Ivica Kostelić       | Mitja Kunc           | Edoardo Zardini                     |
| 20.                                                   | 13 stycznia 2002     | Wengen                 | kombinacja  | Kjetil André Aamodt  | Bode Miller          | Lasse Kjus                          |
| 21.                                                   | 18 stycznia 2002     | Kitzbühel              | supergigant | Stephan Eberharter   | Alessandro Fattori   | Didier Cuche                        |
| 22.                                                   | 19 stycznia 2002     | Kitzbühel              | zjazd       | Stephan Eberharter   | Kjetil André Aamodt  | Hannes Trinkl                       |
| 23.                                                   | 20 stycznia 2002     | Kitzbühel              | slalom      | Rainer Schönfelder   | Kilian Albrecht      | Bode Miller                         |
| 24.                                                   | 20 stycznia 2002     | Kitzbühel              | kombinacja  | Kjetil André Aamodt  | Lasse Kjus           | Michael Walchhofer                  |
| 25.                                                   | 22 stycznia 2002     | Schladming             | slalom      | Bode Miller          | Jean-Pierre Vidal    | Ivica Kostelić                      |
| 26.                                                   | 26 stycznia 2002     | Garmisch-Partenkirchen | supergigant | Fritz Strobl         | Didier Cuche         | Stephan Eberharter                  |
| 27.                                                   | 27 stycznia 2002     | Garmisch-Partenkirchen | supergigant | Stephan Eberharter   | Didier Cuche         | Andreas Schifferer                  |
| 28.                                                   | 2 lutego 2002        | Sankt Moritz           | zjazd       | Stephan Eberharter   | Fritz Strobl         | Michael Walchhofer                  |
| 29.                                                   | 3 lutego 2002        | Sankt Moritz           | gigant      | Stephan Eberharter   | Didier Cuche         | Hans Knauß                          |
| 19. Zimowe Igrzyska Olimpijskie 2002 – Salt Lake City |                      |                        |             |                      |                      |                                     |
| 30.                                                   | 2 marca 2002         | Kvitfjell              | zjazd       | Hannes Trinkl        | Claude Crétier       | Franco Cavegn Kristian Ghedina      |
| 31.                                                   | 3 marca 2002         | Kvitfjell              | supergigant | Alessandro Fattori   | Didier Défago        | Stephan Eberharter                  |
| 32.                                                   | 6 marca 2002         | Altenmarkt im Pongau   | zjazd       | Stephan Eberharter   | Ambrosi Hoffmann     | Hannes Trinkl                       |
| 33.                                                   | 7 marca 2002         | Altenmarkt im Pongau   | supergigant | Didier Cuche         | Fritz Strobl         | Alessandro Fattori                  |
| 34.                                                   | 9 marca 2002         | Altenmarkt im Pongau   | slalom      | Ivica Kostelić       | Bode Miller          | Jean-Pierre Vidal                   |
| 35.                                                   | 10 marca 2002        | Altenmarkt im Pongau   | gigant      | Michael von Grünigen | Benjamin Raich       | Stephan Eberharter                  |

## Klasyfikacje
| Lp. | Zawodnik            | Punkty |
| --- | ------------------- | ------ |
| 1.  | Stephan Eberharter  | 1702   |
| 2.  | Kjetil André Aamodt | 1096   |
| 3.  | Didier Cuche        | 1064   |
| 4.  | Bode Miller         | 952    |
| 5.  | Fritz Strobl        | 846    |
| 6.  | Lasse Kjus          | 680    |
| 7.  | Ivica Kostelić      | 677    |
| 8.  | Fredrik Nyberg      | 584    |
| 9.  | Benjamin Raich      | 526    |
| 10. | Kristian Ghedina    | 505    |

| Lp. | Zawodnik            | Punkty |
| --- | ------------------- | ------ |
| 1.  | Stephan Eberharter  | 810    |
| 2.  | Fritz Strobl        | 520    |
| 3.  | Kristian Ghedina    | 381    |
| 4.  | Franco Cavegn       | 366    |
| 5.  | Hannes Trinkl       | 350    |
| 6.  | Kjetil André Aamodt | 337    |
| 7.  | Christian Greber    | 329    |
| 8.  | Kurt Sulzenbacher   | 320    |
| 9.  | Michael Walchhofer  | 295    |
| 10. | Ambrosi Hoffmann    | 273    |

| Lp. | Zawodnik            | Punkty |
| --- | ------------------- | ------ |
| 1.  | Stephan Eberharter  | 470    |
| 2.  | Didier Cuche        | 426    |
| 3.  | Fritz Strobl        | 326    |
| 4.  | Alessandro Fattori  | 294    |
| 5.  | Andreas Schifferer  | 214    |
| 6.  | Kjetil André Aamodt | 210    |
| 7.  | Didier Défago       | 202    |
| 8.  | Christoph Gerber    | 193    |
| 9.  | Lasse Kjus          | 176    |
| 10. | Fredrik Nyberg      | 158    |

| Lp. | Zawodnik             | Punkty |
| --- | -------------------- | ------ |
| 1.  | Frédéric Covili      | 471    |
| 2.  | Benjamin Raich       | 429    |
| 3.  | Stephan Eberharter   | 422    |
| 4.  | Didier Cuche         | 420    |
| 5.  | Fredrik Nyberg       | 405    |
| 6.  | Michael von Grünigen | 356    |
| 7.  | Bode Miller          | 310    |
| 8.  | Sami Uotila          | 250    |
| 9.  | Joël Chenal          | 207    |
| 10. | Christoph Gerber     | 202    |

| Lp. | Zawodnik            | Punkty |
| --- | ------------------- | ------ |
| 1.  | Ivica Kostelić      | 611    |
| 2.  | Bode Miller         | 560    |
| 3.  | Jean-Pierre Vidal   | 456    |
| 4.  | Mitja Kunc          | 322    |
| 5.  | Rainer Schönfelder  | 318    |
| 6.  | Kalle Palander      | 287    |
| 7.  | Giorgio Rocca       | 286    |
| 8.  | Mario Matt          | 267    |
| 9.  | Kjetil André Aamodt | 232    |
| 10. | Kilian Albrecht     | 202    |

| Lp. | Zawodnik              | Punkty |
| --- | --------------------- | ------ |
| 1.  | Kjetil André Aamodt   | 200    |
| 2.  | Lasse Kjus            | 140    |
| 3.  | Andrej Jerman         | 82     |
| 4.  | Bode Miller           | 80     |
| 5.  | Michael Walchhofer    | 60     |
| 6.  | Kurt Sulzenbacher     | 58     |
| 7.  | Didier Défago         | 50     |
| 8.  | Paul Accola           | 45     |
| 8.  | Gaëtan Llorach        | 45     |
| 10. | Stein Kristian Strand | 40     |

| Lp. | Państwo           | Punkty |
| --- | ----------------- | ------ |
| 1.  | Austria           | 7643   |
| 2.  | Szwajcaria        | 3533   |
| 3.  | Francja           | 2594   |
| 4.  | Norwegia          | 2556   |
| 5.  | Włochy            | 2410   |
| 6.  | Stany Zjednoczone | 1553   |
| 7.  | Słowenia          | 1099   |
| 8.  | Szwecja           | 834    |
| 9.  | Chorwacja         | 677    |
| 10. | Finlandia         | 562    |